# Batogu, Buzău
Batogu este un sat în comuna Murgești din județul Buzău, Muntenia, România. Se află în nordul județului, în zona Subcarpaților de Curbură.